# Distenia peninsularis
Distenia peninsularis es una especie de escarabajo longicornio del género Distenia, categorizada en la tribu Disteniini, de la orden Coleoptera. Fue descrita por Santos-Silva & Hovore en 2008.

## Descripción
Mide 11,8-18,3 mm de longitud.

## Distribución
Se distribuye por Costa Rica.